# Rybníček u Nového Přímu
Rybníček u Nového Přímu o rozloze vodní plochy 0,25 ha se nalézá v lese asi 0,6 km jihovýchodně od centra obce Nový Přím v okrese Hradec Králové. Pod hrází rybníčka prochází žlutá turistická značka vedoucí z obce Stěžery na zámek Hrádek. V roce 2018 byl rybníček vyschlý.

## Galerie

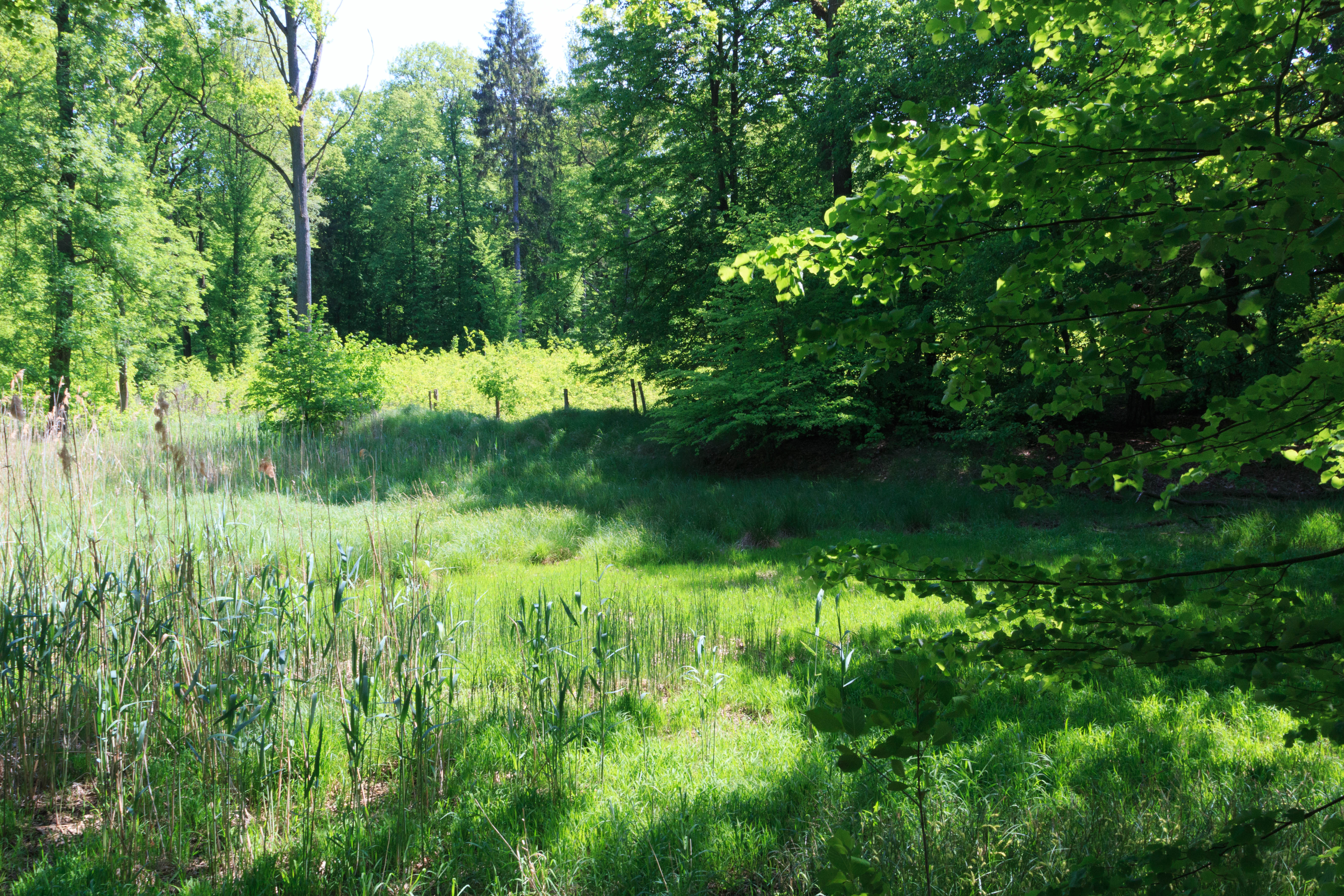
Lesní rybníček u Nového Přímu
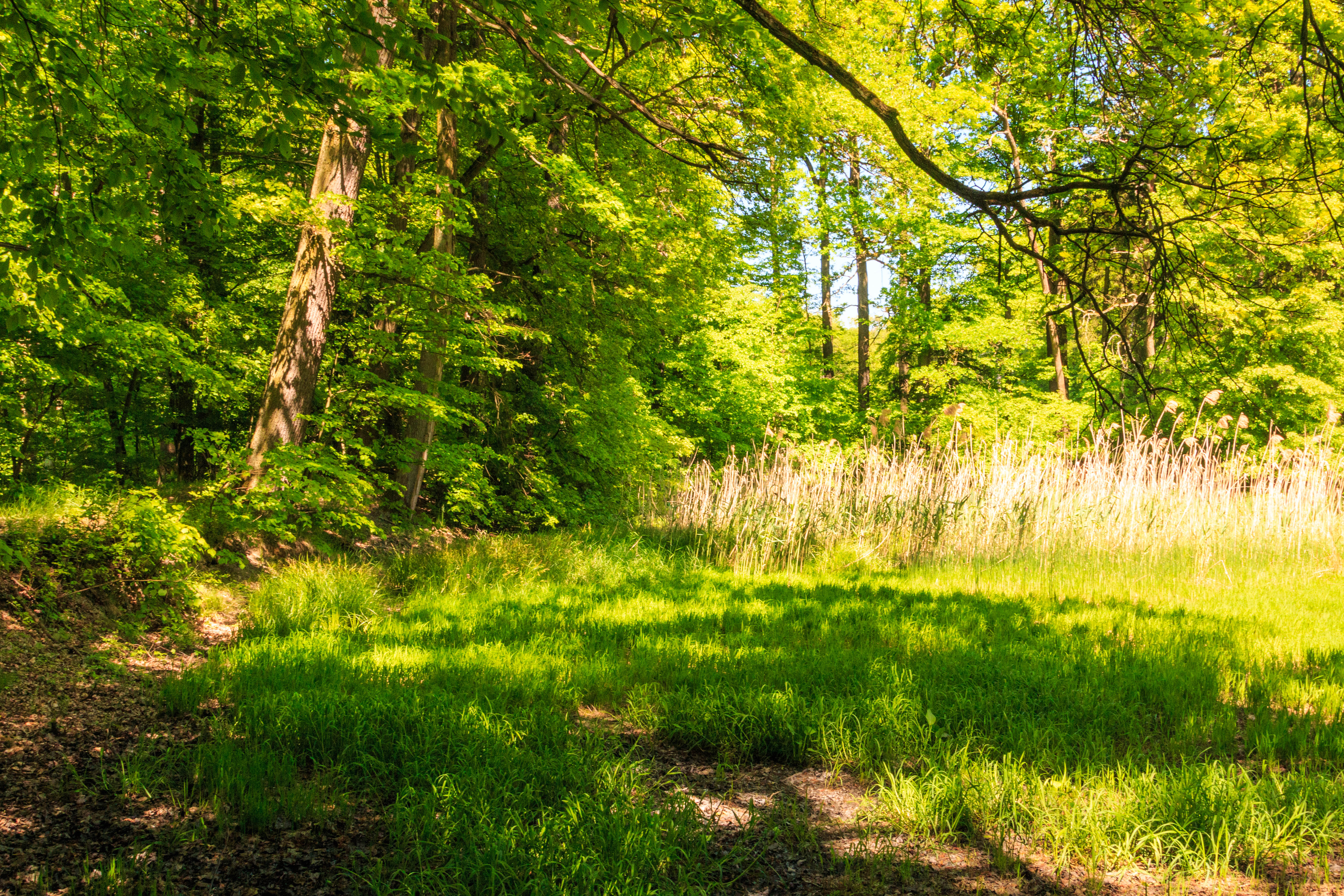
Lesní rybníček u Nového Přímu
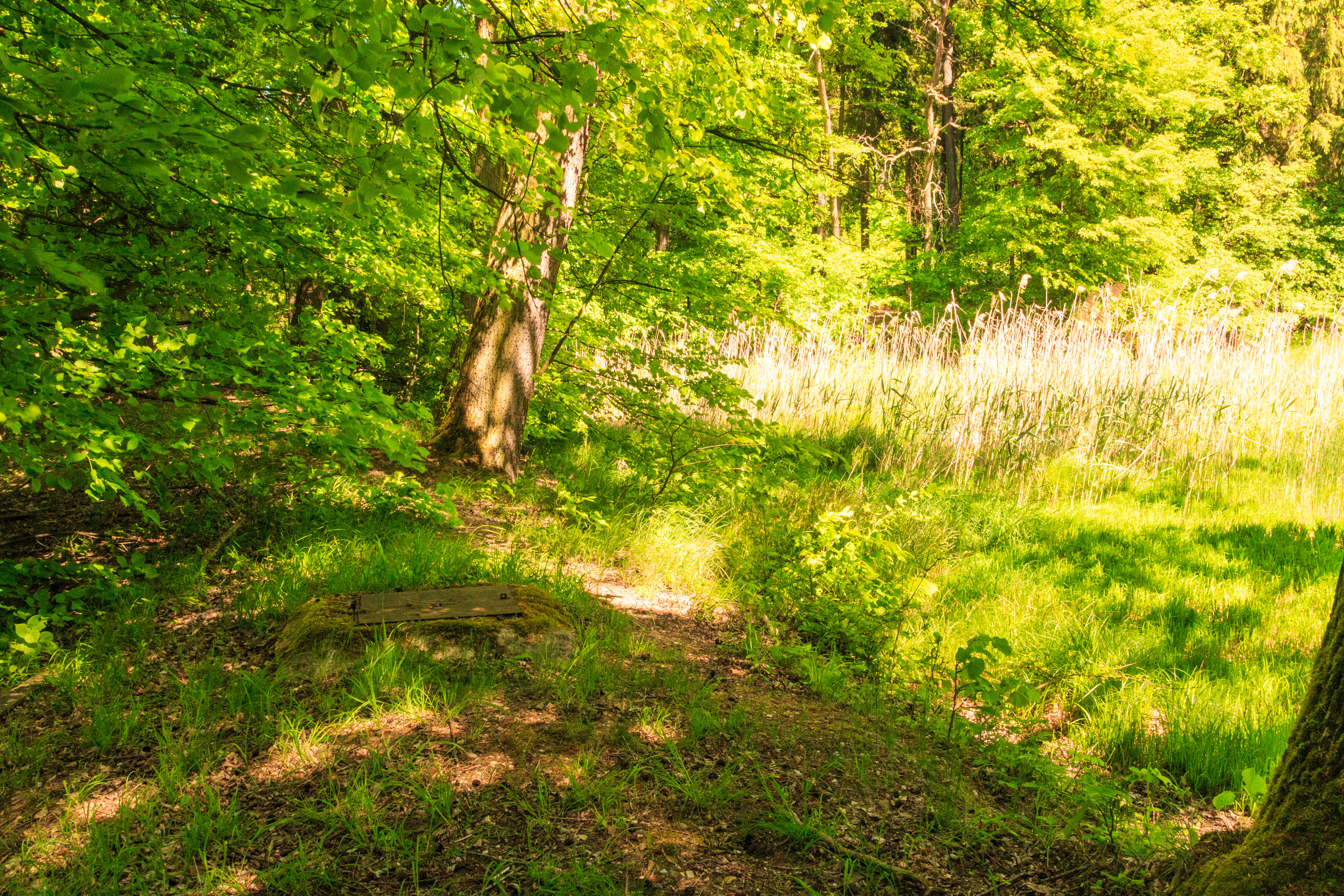
Lesní rybníček u Nového Přímu